# American Civil War: From Sumter to Appomattox
Pour les articles homonymes, voir Civil War.
American Civil War: From Sumter to Appomattox est un jeu vidéo de type wargame développé par Adanac Command Systems et publié par Interactive Magic en 1996 sur PC. Le jeu simule la guerre de Sécession à l’échelle stratégique, le joueur contrôlant des unités représentant des divisions, des corps ou des armées sur une carte des États-Unis. Les unités gagnent de l’expérience au fur et à mesure des combats. Les unités peu expérimentées se transforment ainsi peu à peu en vétérans, bien plus efficaces au combat. Les unités ont à leur tête un commandant, disposant de caractéristiques propres – comme l’agressivité, l’inspiration, l’initiative et la tactique – qui influe sur le comportement et l’efficacité de ses troupes.

## Accueil
| American Civil War    |      |                                           |
| Média                 | Pays | Notes                                     |
| Computer Gaming World | US   | 4/5                                       |
| Joystick              | FR   | 73 %                                      |
| PC Gamer UK           | GB   | 50 %                                      |
| PC Team               | FR   | 70 % (néophytes) 82 % (amateurs du genre) |